# Tsiately
Tsiately is een plaats en commune in het zuiden van Madagaskar, behorend tot het district Vangaindrano, dat gelegen is in de regio Atsimo-Atsinanana. Tijdens een volkstelling in 2001 telde de plaats 13.200 inwoners.
De plaats biedt enkel lager onderwijs. 98,5 % van de bevolking werkt als landbouwer. De belangrijkste landbouwproducten zijn rijst en koffie; andere belangrijke producten zijn lychee en maniok. Verder is 1,5 % actief in de dienstensector.